# Le Martinet
Le Martinet – miejscowość i gmina we Francji, w regionie Oksytania, w departamencie Gard.
Według danych na rok 1990 gminę zamieszkiwały 844 osoby, a gęstość zaludnienia wynosiła 82 osoby/km² (wśród 1545 gmin Langwedocji-Roussillon Martinet plasuje się na 386 miejscu pod względem liczby ludności, natomiast pod względem powierzchni na miejscu 740).